# Büchnertratt

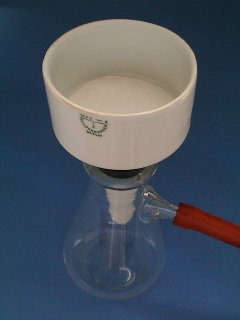
En Büchnertratt monterad på en sugkolv.

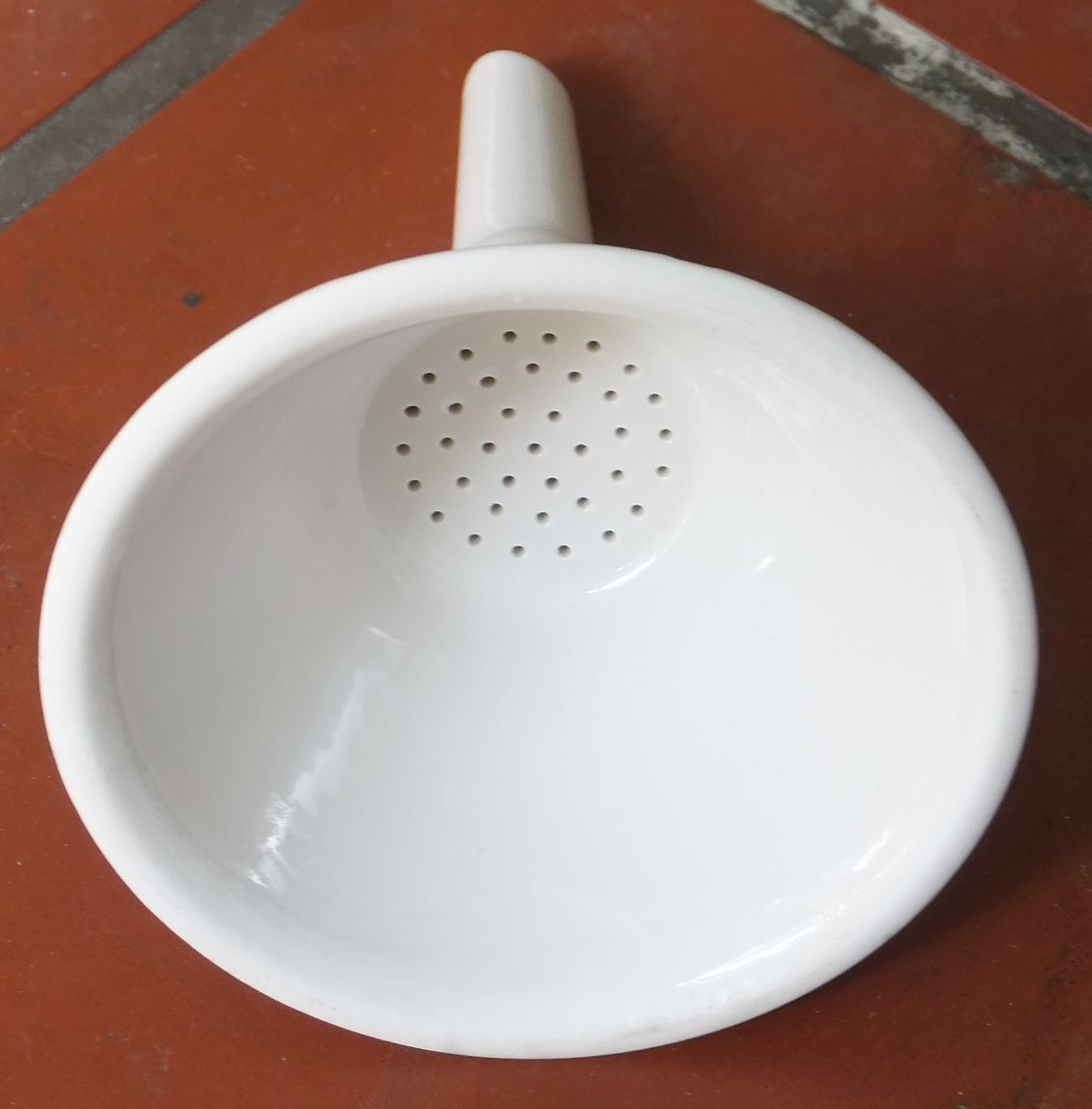
Hirschtratt.

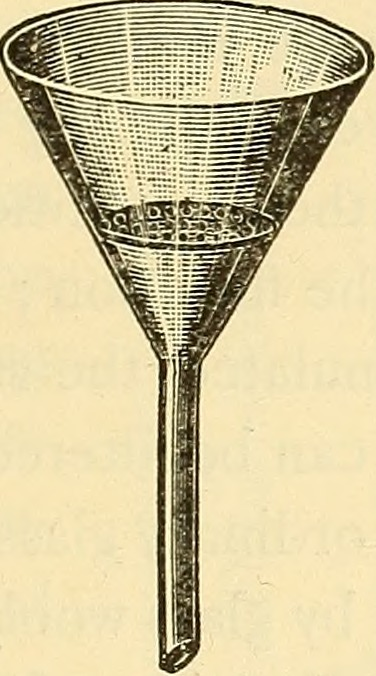
"Witt-skiva" i glastratt.

En Büchnertratt är ett laboratorieverktyg som används för att separera en fällning från en vätska. Traditionellt är den gjord av porslin, men det finns även trattar av glas eller plast. Den används normalt med en sugkolv (kopplad till en vattensug) för att förbättra genomströmningen genom fällningen. Tratten består av en övre cylindrisk del och en undre konisk del, nederst avslutad av en rörformig pip. Mellan dessa delar finns en perforerad skiva på vilken man placerar ett (fuktat) filtrerpapper som passar till trattens diameter. Man ansluter den undre delen (tätat av en gummipackning) till sugkolven och häller i sin vätska med fällning i den övre delen. Fällningen stannar på filtrerpappret medan vätskan sugs igenom. Normalt tvättar men sedan fällningen med rent lösningsmedel (som destillerat vatten) för att få bort åtminstone en del föroreningar ur fällningen (om det är fällningen man vill behålla - och inte bli av med!).
Büchnertrattens fördel vid sugfiltrering, gentemot en vanlig tratt med ett vikt filtrerpapper, är att (under)trycket fördelas jämnare över pappret, vilket dels medför att filtreringen går snabbare och dels att pappret mindre lätt går sönder.
Tratten är uppkallad efter den tyske kemisten Ernst Büchner som 1888 utvecklade den ur en tratt konstruerad av Robert Hirsch (1856-1913) samma år. Hirschtratten har normal konisk trattform och därför mycket mindre skiva – den lämpar sig därför bara för mindre vätskevolymer (å andra sidan får men mer fällning per filtrerpapperarea, varvid förlusterna blir mindre).Tidigare hade lösa perforerade skivor (av glas eller porslin och försedda med gummikant) som sattes i en tratt tillverkats (efter ett förslag från Otto Nikolaus Witt 1886) men i Hirschtratten satt skivan fast (gummipackningen var inte helt tät mot trattväggen och skivan tippade lätt över). Witts skiva utvecklades i sin tur från ett förslag från Robert Bunsen om att använda ett platinanät eller pimpstensskivor.
En senare utveckling är glasfiltertratten/-degeln hos vilken den perforerade porslinsskivan och filtrerpappret ersatts av en porös ("sintrad") glasskiva.